# Ле-Ман (округ)
Ле-Ман (фр. Le Mans) — округ (фр. Arrondissement) во Франции, один из округов в регионе Страна Луары. Департамент округа — Сарта. Супрефектура — Ле-Ман.
Население округа на 2006 год составляло 259 722 человек. Плотность населения составляет 87 чел./км². Площадь округа составляет всего 3002 км².